# Waldbad Weixdorf

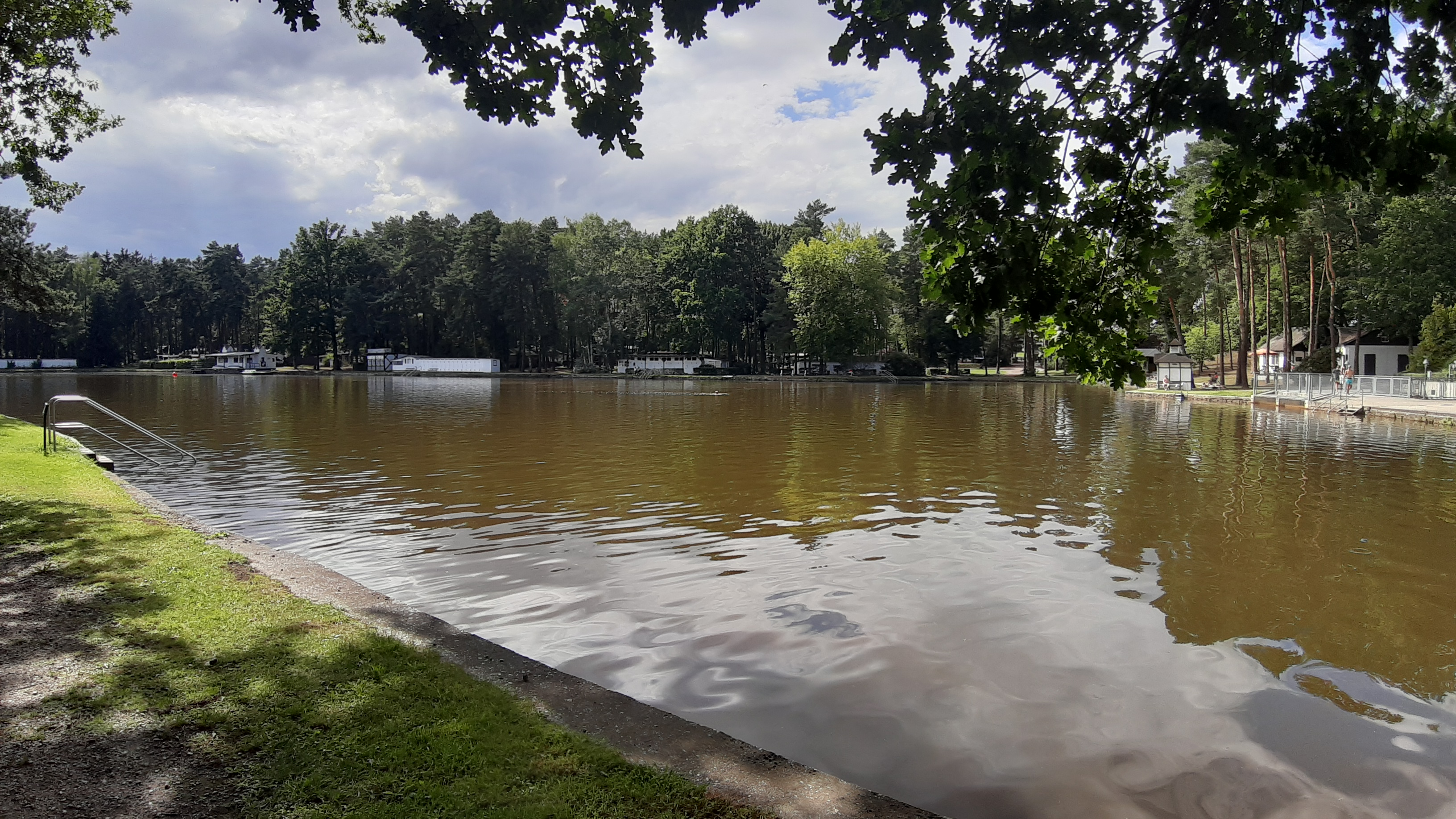
Das Waldbad 2020

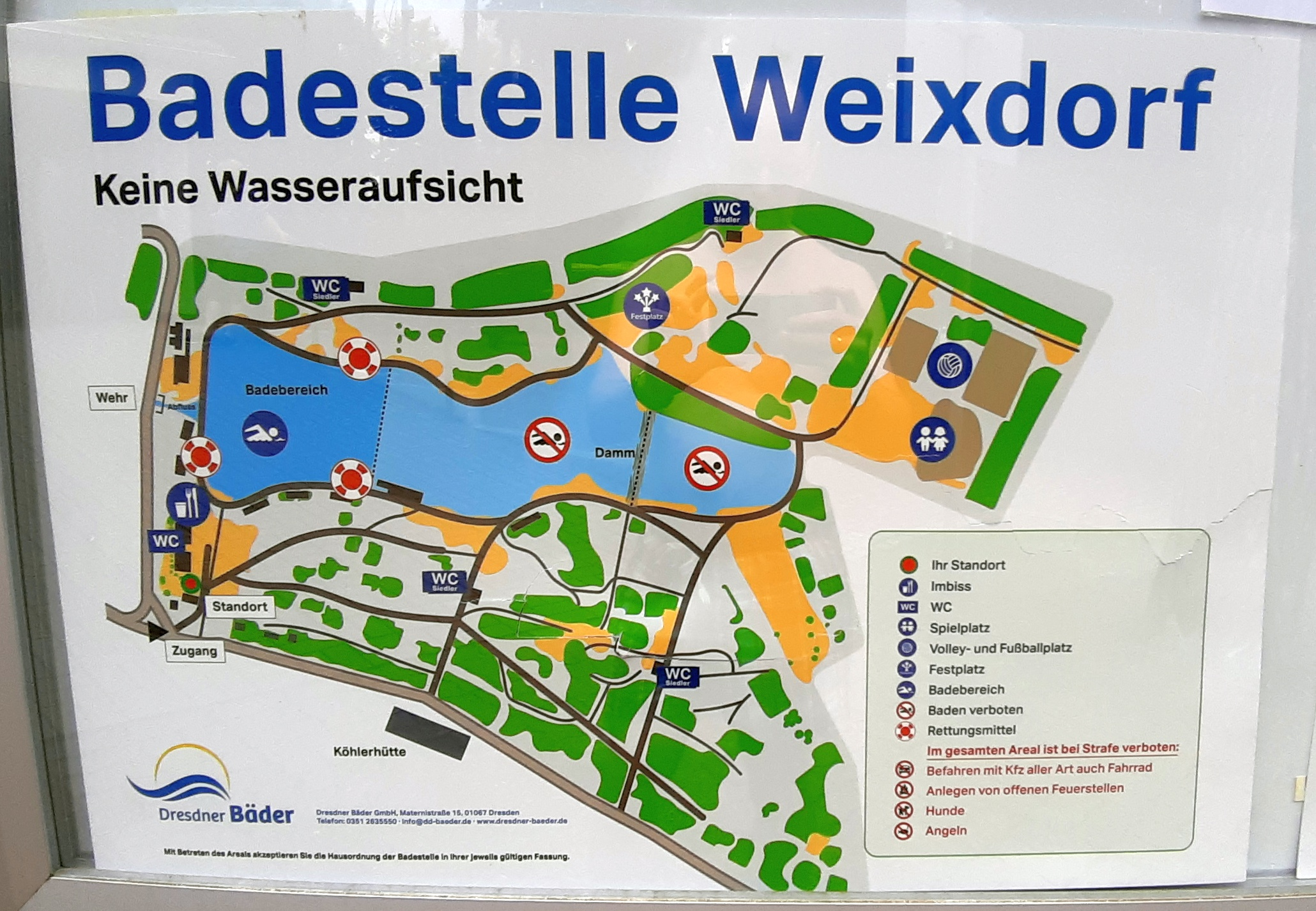
Plan der Badestelle

Das Waldbad Weixdorf im Lausaer Großteich wurde am 17. Juni 1906 feierlich als Prinz-Hermann-Bad eingeweiht. Seit 2018 wird es (ohne Wasseraufsicht) als Badestelle Weixdorf betrieben.
Kamen in den 1970er Jahren bis zu 200.000 Besucher pro Jahr in das Bad, sind es heute etwa 20.000.

## Geschichte

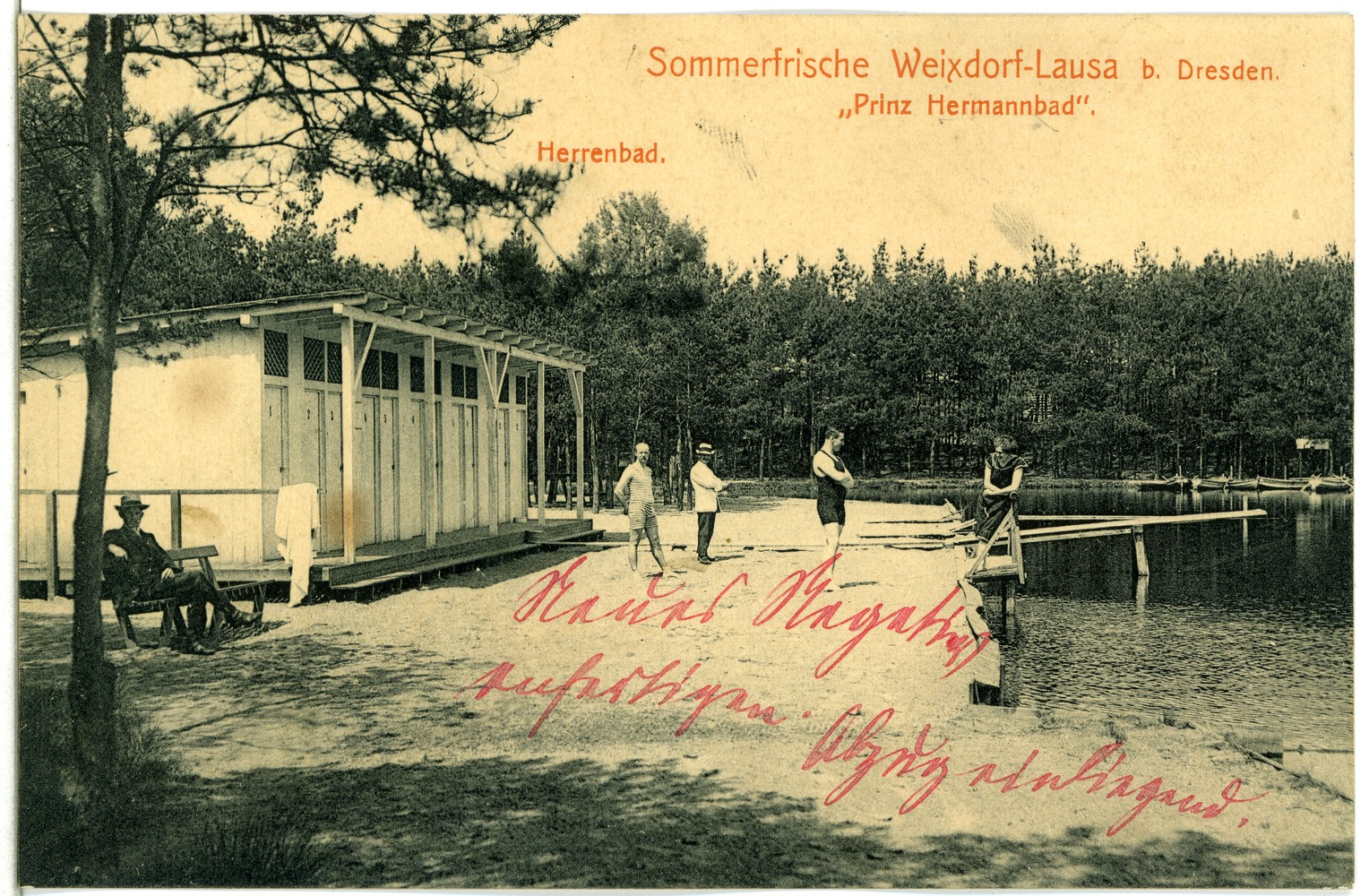
Herrenbad und Bootsfahrt 1912

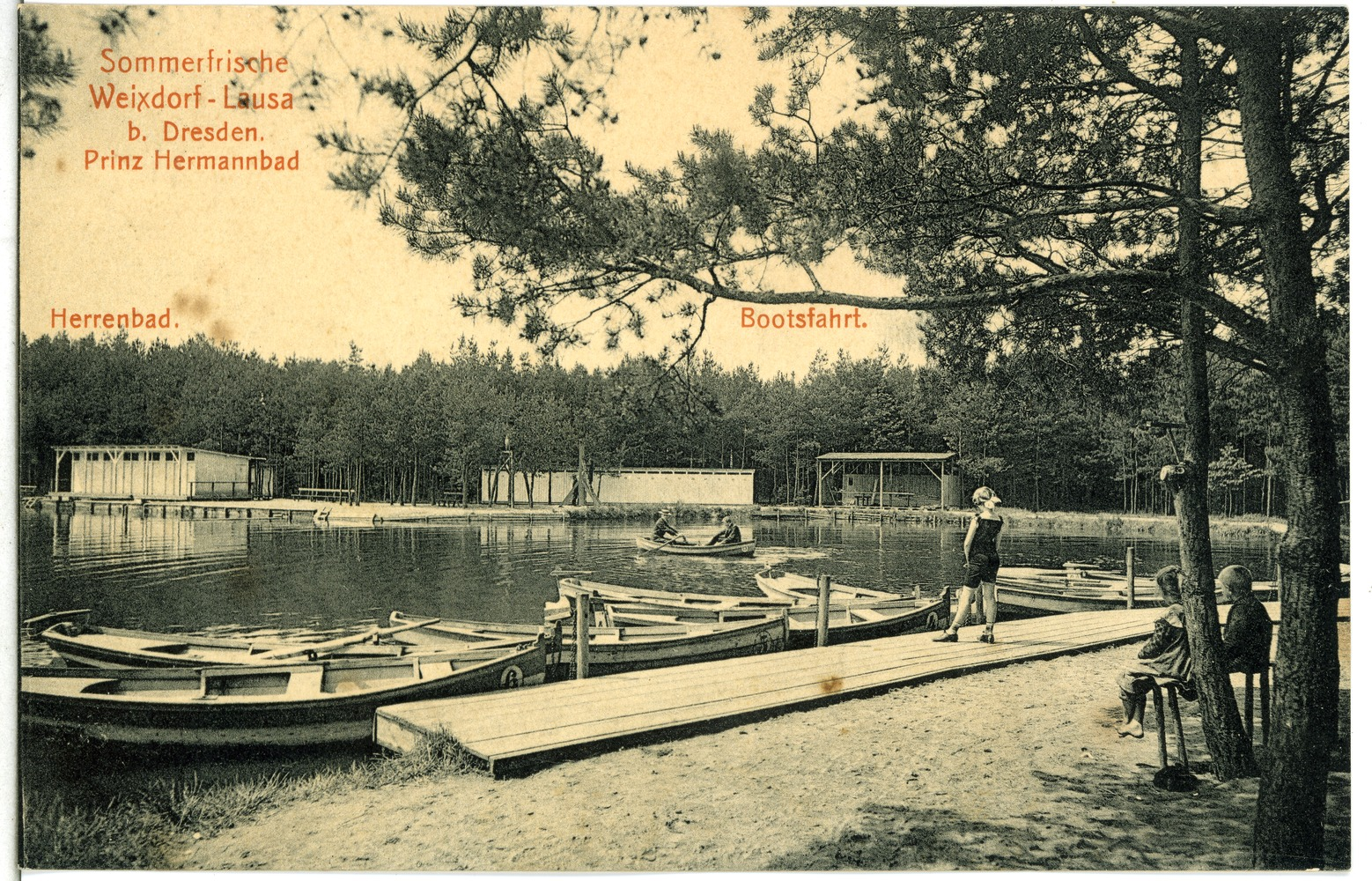
Das Herrenbad 1912

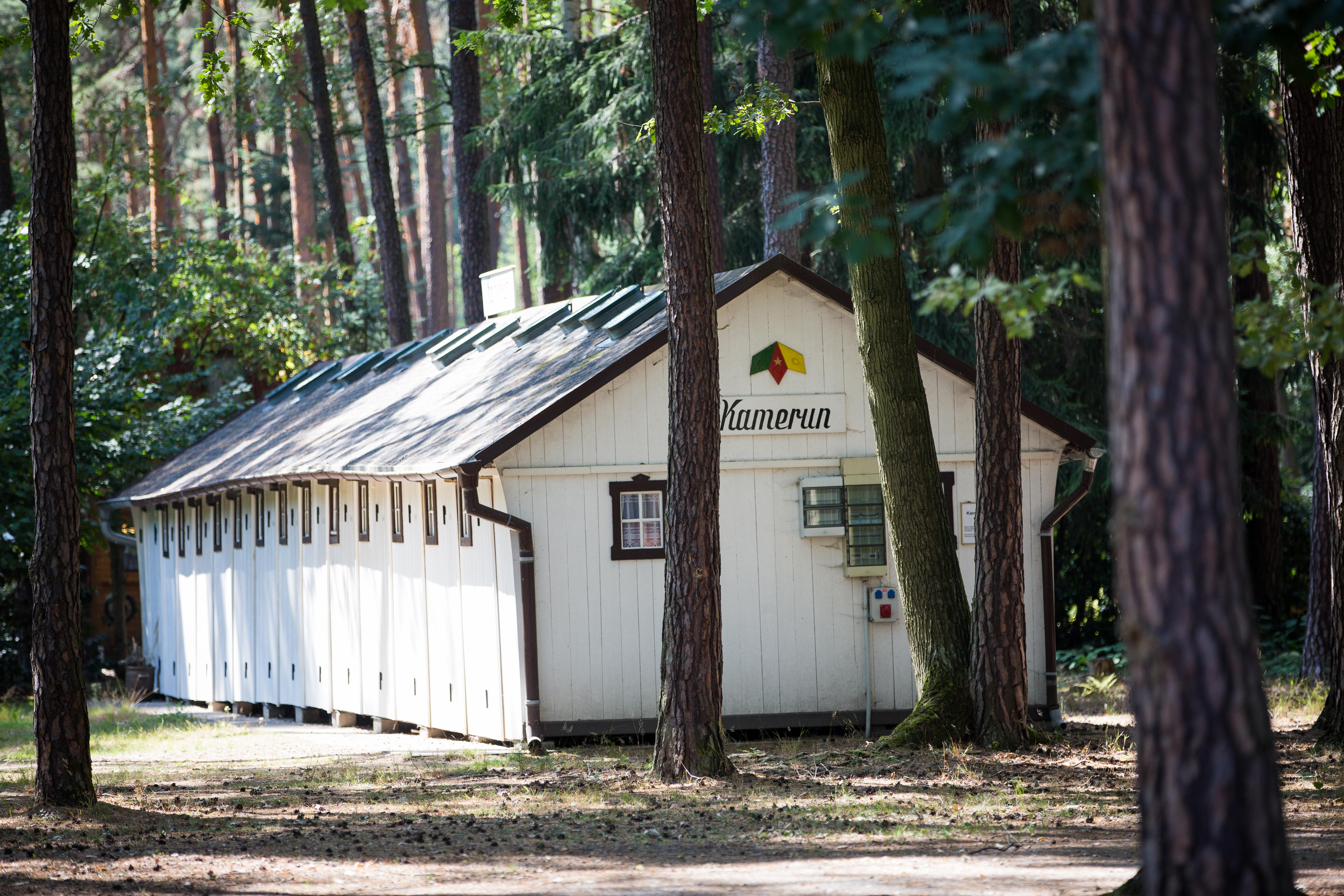
Kabinenanlage „Kamerun“

Der Großteich war bereits 1560 künstlich angestaut worden und diente dem Hochwasserschutz der am Seifzerbach liegenden Dörfer. Sein Wasserspiegel lag einige Meter über dem heutigen Bad; seine Wasserfläche betrug ein Vielfaches der jetzigen.
Das Bad entstand in einer Zeit, in der viel Menschen auf der Suche nach neuen Gesundheitspraktiken waren. So entstanden zu Beginn des 20. Jahrhunderts auch in und um Dresden einige Licht- und Luftbäder. Beispiele sind das Waldbad Klotzsche (1902), das Bilzbad (1905) und das alte Hebbelbad, das erste Freibad Dresdens.
Benannt war das Waldbad nach dem damaligen Rittergutsbesitzer von Hermsdorf, Hermann von Schönburg-Waldenburg, der das Gelände günstig an die Gemeinde Lausa verpachtete. Am 30. März 1906 genehmigte der Sächsische Landtag die Ausgliederung eines „Waldparks aus dem Bestand der Dresdner Heide“. Die Umgestaltung zum Bad dauerte vier Monate. Das Areal umfasste die Badeanlagen mit separat liegenden Frauen- und Männerabteilen sowie einem Familienbad, einen Bootsverleih und eine Siedlung. 1918 wurde die Männer und Frauen trennende Bretterwand entfernt. Ein Jahr später wurde das Bad erweitert. Dabei wurden auch neue Umkleidekabinen errichtet. Um Kosten zu sparen, erwarb die Gemeinde Lausa das ehemalige Elbebad Heinrich Mätschkes sowie eine zuvor militärisch genutzte Baracke, ließ die hölzernen Gebäude abtragen und im Bad wieder zusammenbauen. Im Laufe der Zeit wurden von den Mietern immer wieder Kabinen zusammengelegt und Anbauten vorgenommen, um bewohnbare Räume für Wohnen und Schlafen zu schaffen. Einige der Kabinenanlagen tragen besondere Namen. Zum Beispiel „Kamerun“, weil die Bewohner an dieser Anlage anfangs wegen fehlender Bäume von der Sonne besonders gebräunt wurden.
Ein Sportplatz wurde 1921 durch den Turnverein Lausa und die Deutsche Turnerschaft eingerichtet. Die heute unter dem Namen Waldbad betriebene Gaststätte Teichwirtschaft wurde fünf Jahre später eröffnet. Die Trockenlegung der sumpfigen Umgebung des Teichs erfolgte 1928. Einige Gebäude wurde um 15 bis 25 Zentimeter gehoben, das sumpfige Gelände im Frühjahr 1928 aufgefüllt und nach dem Weixdorfer Graben eine Rohrschleuse gelegt.
Zur Zeit des Nationalsozialismus geriet Hermann von Schönburg-Waldenburg in Konflikt mit den Nazigrößen der Region. Er verweigerte den Hitlergruß und verhinderte, dass die Autobahn in Richtung Breslau auf seinem Land gebaut werden konnte. Etwa 1936 wurde das Bad deshalb in „Volksbad“ umbenannt. Aus anderen Gründen ebenfalls umbenannt wurde die Gemeinde Lausa, die 1938 den Namen Weixdorf erhielt. Zu den Badegästen in jener Zeit gehörten unter anderem Erich Kästner und der Komponist Hans-Hendrik Wehding, der hier 1941 sein wohl bekanntestes Werk „Der Goldene Pavillon“ erstmals der Öffentlichkeit vorstellte.
Im Zuge der Bodenreform in der Sowjetischen Besatzungszone ab 1945 ging das Bad in das Eigentum der Gemeinde Weixdorf über. Der Name Volksbad blieb bestehen. Durch Industrie- und Fäkalienabwässer wurde das Bad in den 1950er Jahren immer wieder stark verschmutzt. Im Jahr 1957 erhielt das Bad aufgrund erforderlicher Hygienemaßnahmen den Anschluss an die Schmutzwasserschleuse der Stadt Dresden. Auch ein zu geringer Wasserzufluss aus dem Seifzerbach und dem Ruhlandgraben sorgten immer wieder für Probleme. Im Mai 1959 musste ein Badeverbot erteilt werden. Das Volksbad wurde nur noch für Gondelfahrten und Sonnenbäder mit herabgesetzten Preisen geöffnet. Ab 1962 wurde es umfassend modernisiert. Dabei wurde die Gaststätte auf Selbstbedienung umgestellt. 1965 wurde der hölzerne Sprungturm durch einen Neubau ersetzt. Im Obergeschoss des Restaurants richtete man 1970 einen Kindergarten mit 20 Plätzen ein. In den 1970er Jahren erfolgte eine weitere Umbenennung in „Waldbad Weixdorf“. Später kamen noch modernere Toilettenanlagen und ein Kinderplanschbecken hinzu.
Anfang der 1990er Jahre musste das Bad abermals geschlossen werden. Eingeleitete Verunreinigungen hatten zu Algenwuchs und starker Beeinträchtigung der Badequalität geführt. Es fand eine umfangreiche Sanierung statt. Eine auf dem Teichboden aufgebrachte Kiesschicht verhindert seitdem die Aufwirbelung von Schlamm. Mit der Wiedereröffnung des Bades wurde auch der Gondelbetrieb reaktiviert. Seit 1993 kümmert sich der Verein Erholungszentrum Waldbad Weixdorf e. V. um das Bad. Dieses erstreckt sich auf einem Areal von 30 Hektar. Ein Viertel davon nimmt der Badeteich ein.
1999 wurde Weixdorf nach Dresden eingemeindet. Zuerst wurde das Bad durch den Eigenbetrieb Sportstätten bewirtschaftet. Kamen 2010 noch 8200 Besucher, waren es 2011 nur noch 3500 Gäste. 2013 übernahm die neugegründete Dresdner Bäder GmbH den Betrieb. Seit 2018 wird das Waldbad nur noch als Badestelle Weixdorf betrieben. Es gibt keine Badeaufsicht, der Eintritt ist frei.

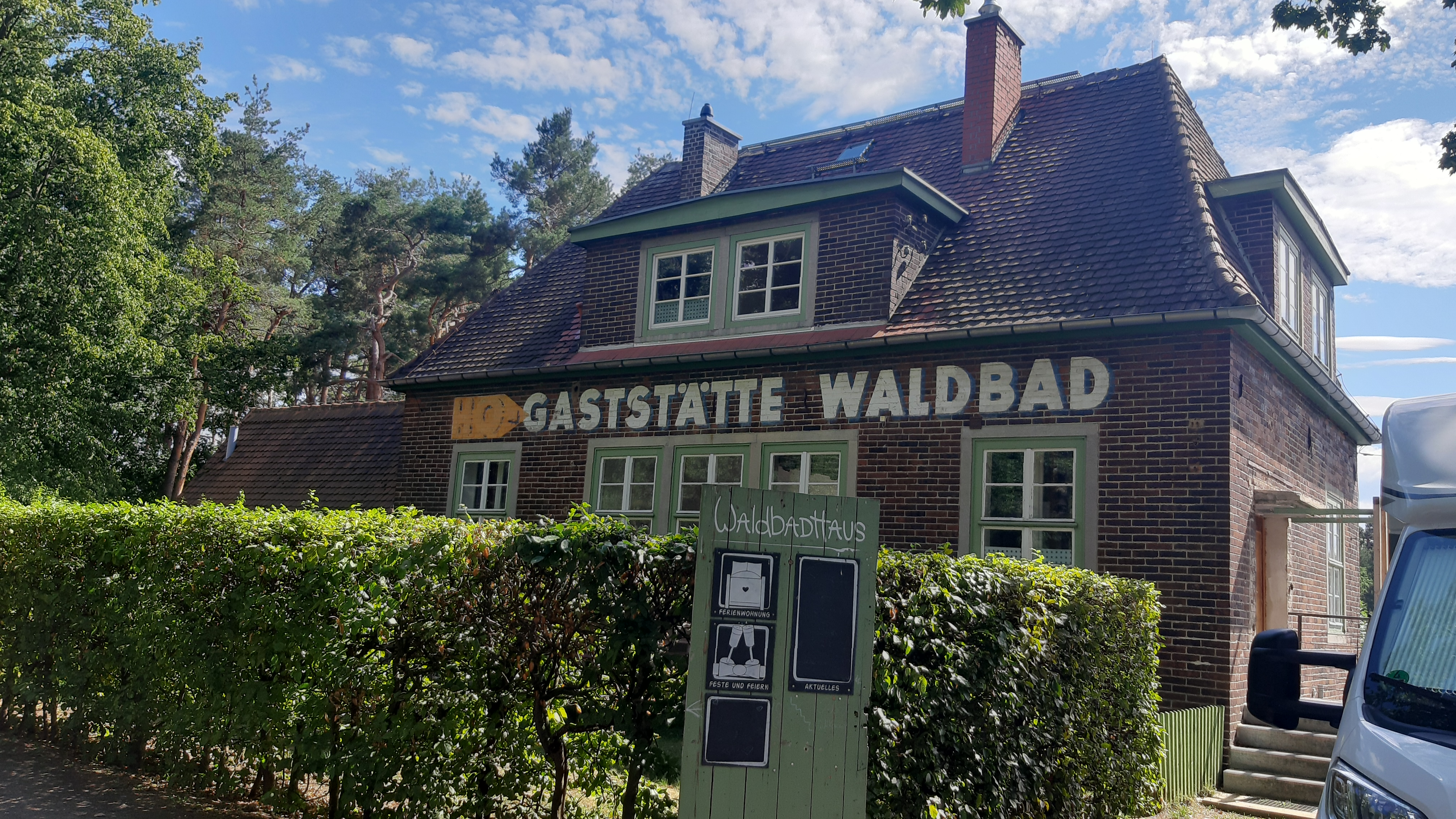
Gaststätte Waldbad

Teile der Anlage stehen unter Denkmalschutz. Aus dem Bereich des Freibades sind dies der Schwimmer-Badeteich, der Gondelteich, die Nichtschwimmer-Badeteiche und das Vorstaubecken. Außerdem geschützt sind die Gaststätte einschließlich ihres Saalanbaus, eine Werkstatt, der Pavillon Alte Gondel bzw. Rouchè-Platz, diversen Umkleidekabinen zu beiden Seiten des Teiches (darunter Garderobe A, Jagdhaus, Blockhaus, Kamerun, Teichfrieden und Neuland) sowie der Musikpavillon, die Rettungsstation mit Hochwassermarkierungen und die Brücke über den Seifenbach.

## Bauwerke

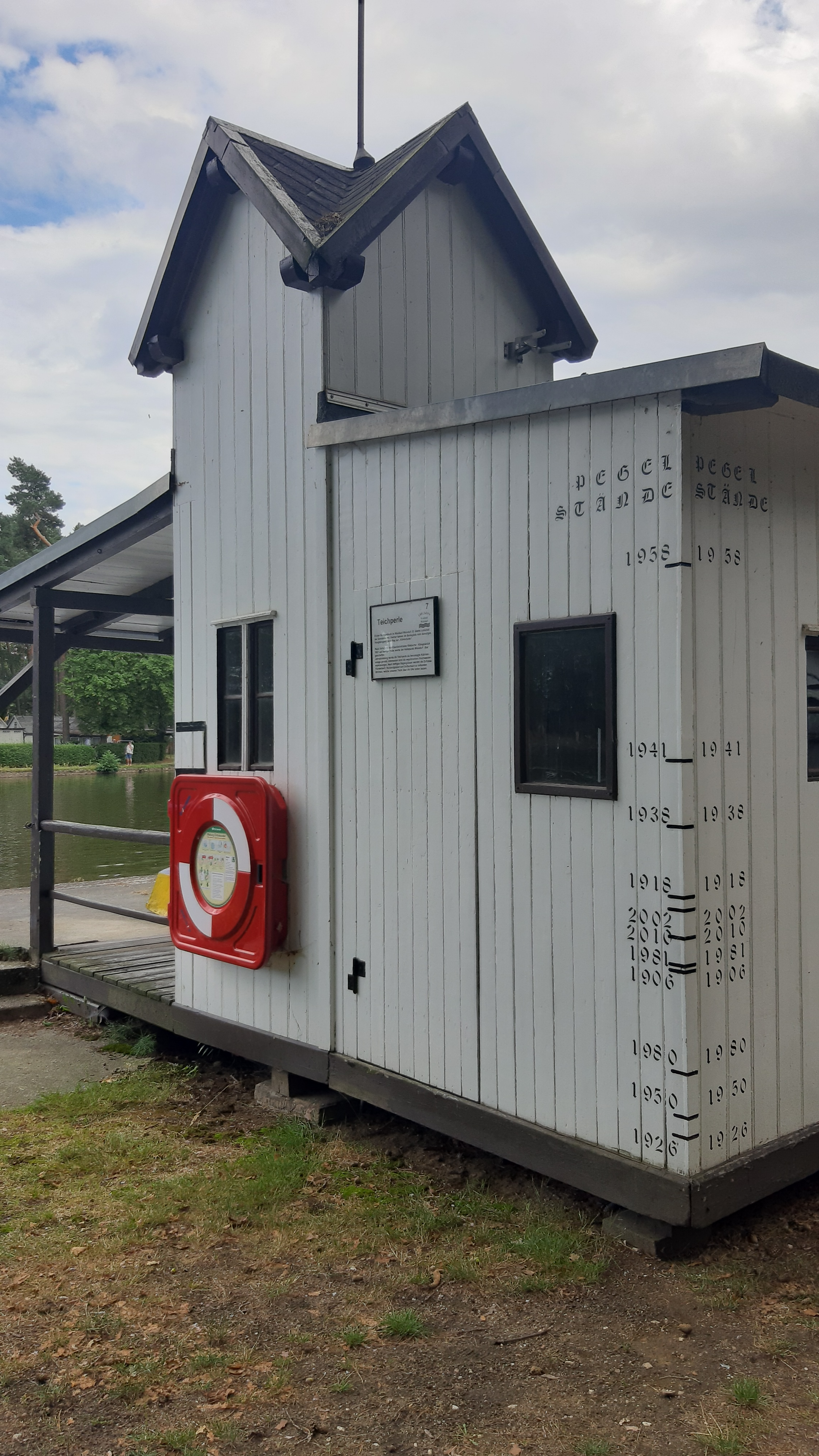
Die Teichperle mit Hochwassermarkierungen

### Teichperle
Die Teichperle war der erste Kabinenblock im Waldbad Weixdorf. Zunächst diente er als Gondelstation. Interessant sind die an der Anlage angebrachten Hochwassermarken. Nach heftigen Regenfällen können die Zuflüsse Försterbach, Ruhlandgraben und Seifzerbach stark anschwellen und die Teiche über die Ufer treten lassen.

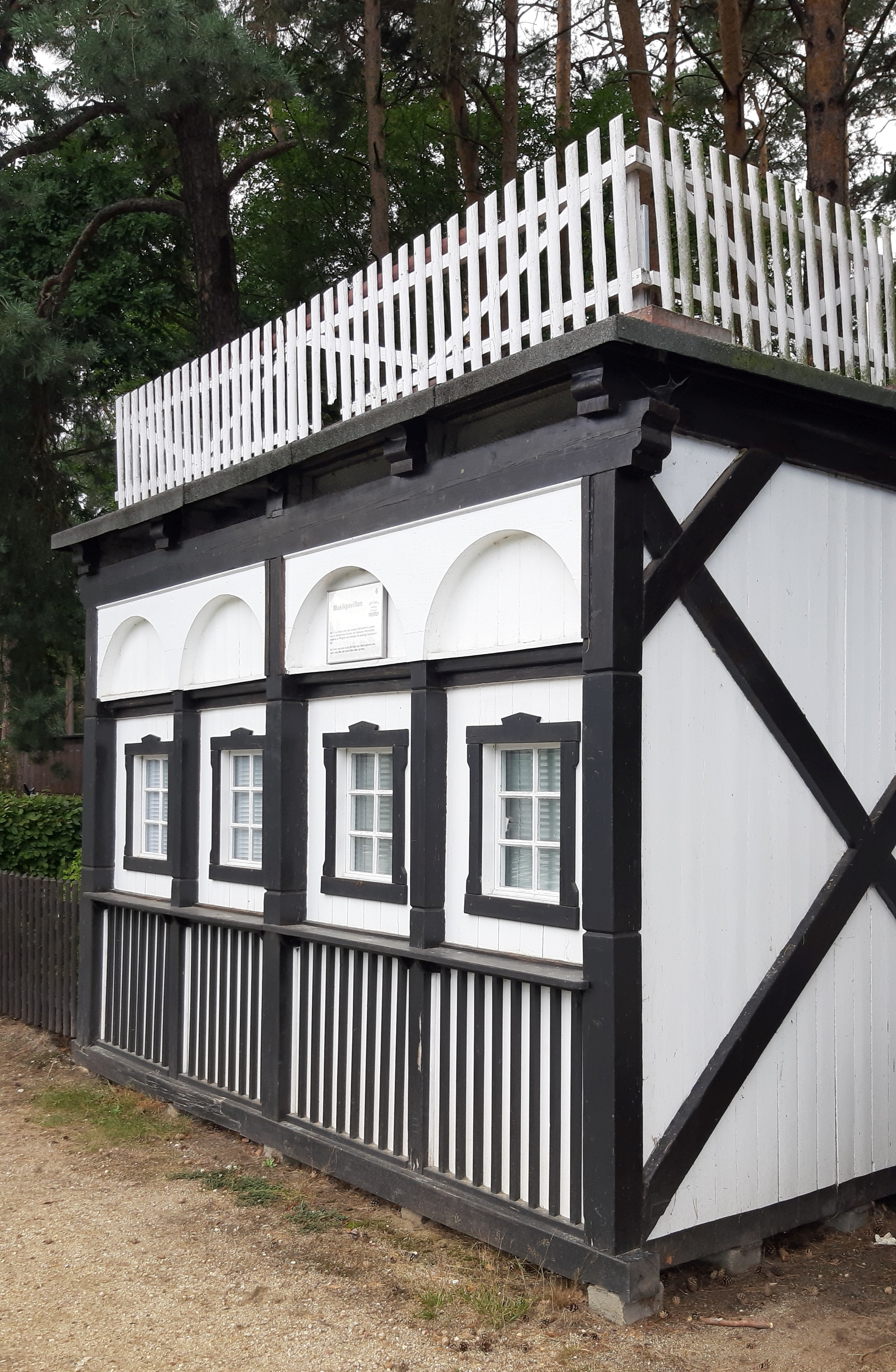
Musikpavillon 2020

### Musikpavillon
Auf der Dachterrasse des hölzernen Musikpavillons spielten bis in die 1930er Jahre immer Pfingsten zur Saisoneröffnung Musiker der Deutschen Werkstätten Hellerau.

### Samariterhaus
Erbaut wurde die Kabinenanlage in den 1920er Jahren durch den Arbeiter-Samariter-Bund Sachsen für seine Mitglieder. Sport- und Spielgeräte wie der Rundlauf, Kletter- und Reckstange sowie Kegelbäume sorgten für Abwechslung.

### Bungalows
Im Jahr 2020 befinden sich auf dem Gelände 54 Bungalows, größtenteils in Privatbesitz. Die ältesten stammen aus den 1920er Jahren. Die Grundstücke sind zwischen 100 und 200 Quadratmeter groß, die Bungalows zwischen 15 und 35 Quadratmeter. Die Einrichtung ist spartanisch, fließend Wasser und Toiletten gibt es nicht.

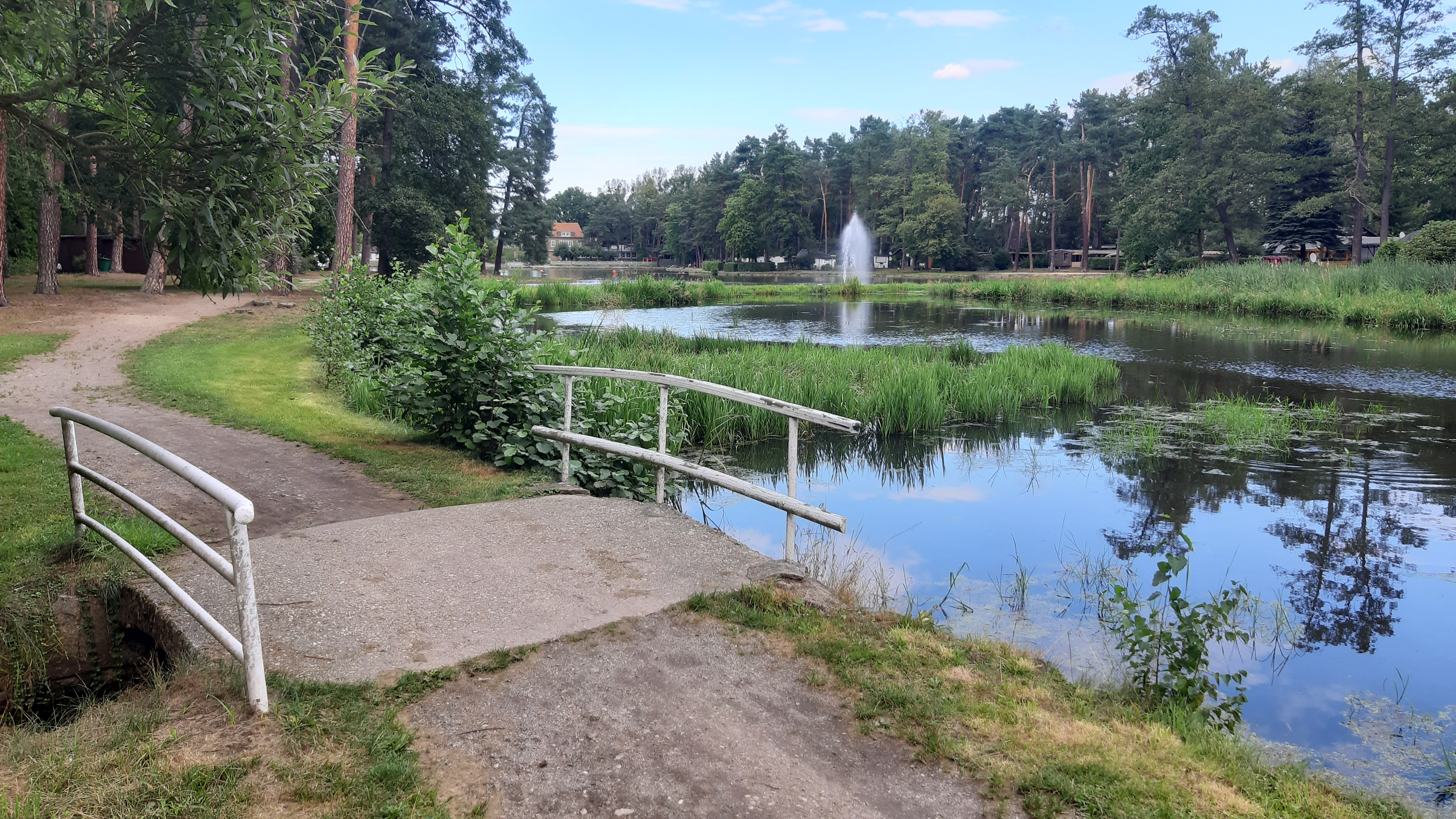
Fontäne und Abfluss des Sees in den Seifenbach

## Natur
Gespeist wird das Naturbad vom Seifzerbach und zwei weiteren Kleingewässern.
Obwohl die Seen zum Hochwasserschutz angelegt wurden, konnten Hochwasser nie ganz vermieden werden. Am Haus des Bademeisters sind die Hochwasserstände markiert; das schlimmste ereignete sich im Jahre 1958.

## Verkehrsanbindung
Neben einem großen Parkplatz befindet sich seit 1928 in etwa 500 Metern Entfernung eine Haltestelle der Straßenbahn Dresden. Nach dem Waldbad ist der benachbarte Eisenbahn-Haltepunkt der Regionalbahn RB33 (Dresden-Neustadt – Königsbrück) benannt.

## Literatur

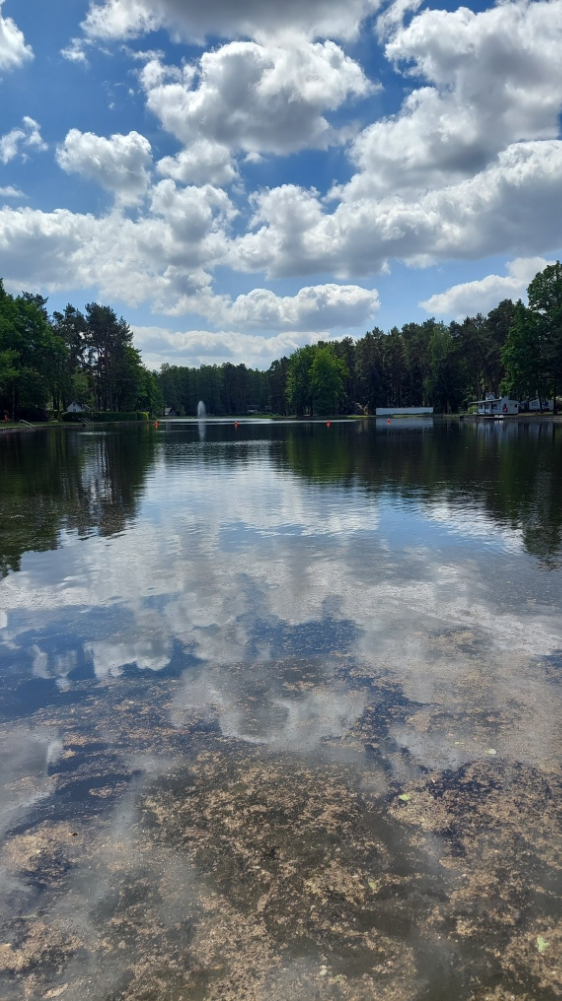
Das Waldbad 2022